# Karl XV
Karl XV, Carl Ludvig Eugen, född 3 maj 1826 på Stockholms slott i Stockholm, död 18 september 1872 på residenset i Malmö, var kung av Sverige och Norge från 8 juli 1859 och fram till sin död 1872. Fram till trontillträdet var han hertig av Skåne. I Norge känd under regentnamnet Karl IV, men kallades även där under sin levnad Karl XV. Han var son till kung Oscar I och drottning Josefina. Han gifte sig 19 juni 1850 med Lovisa av Nederländerna. I folkmun kallades han "Kron-Kalle".

## Biografi

### Uppväxt och utbildning

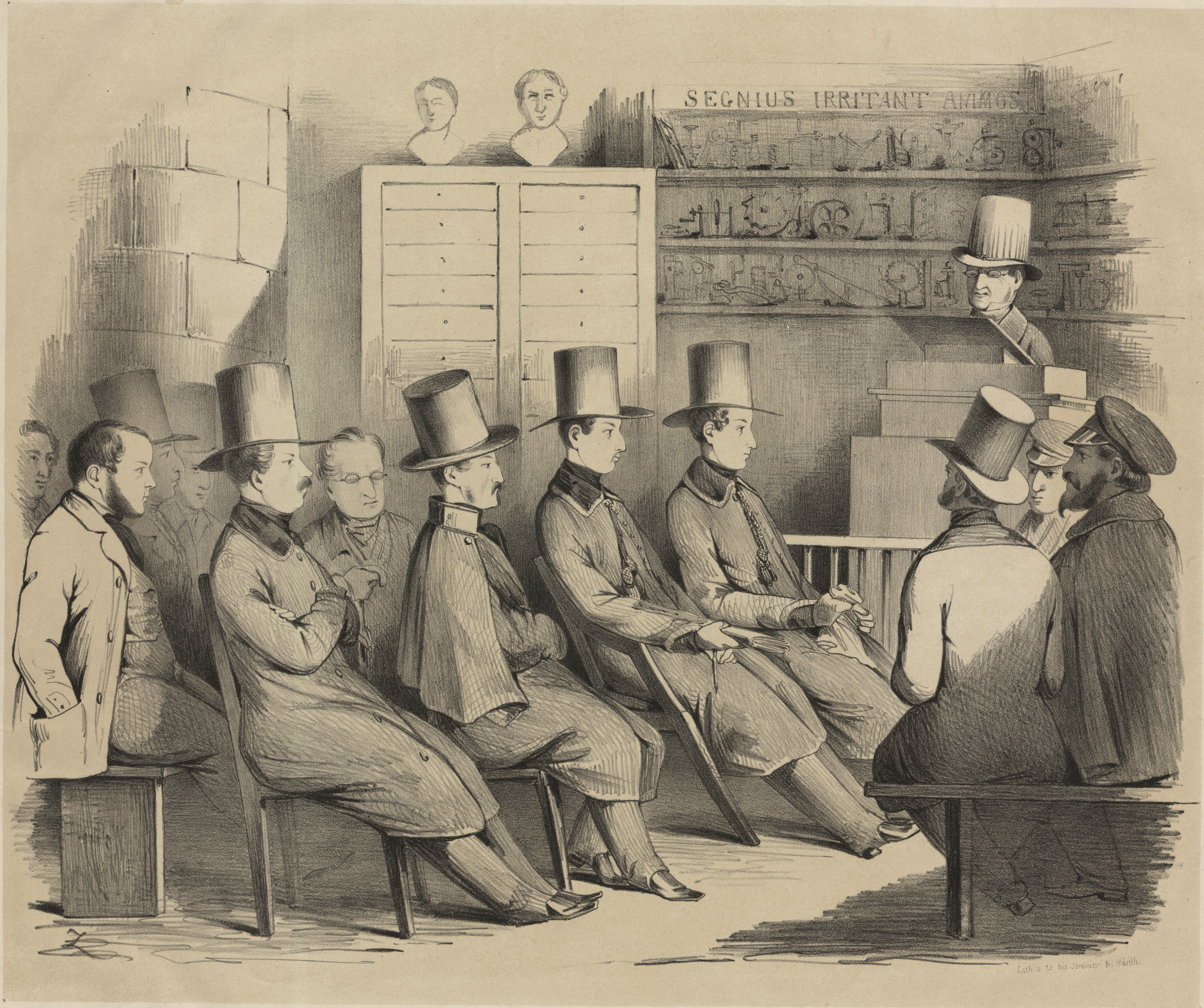
Karl XV som prins och hans bror prins Gustaf på föreläsning av professor Johan Christofer Lindblad i Theatrum Œconomicum, Uppsala 1846.

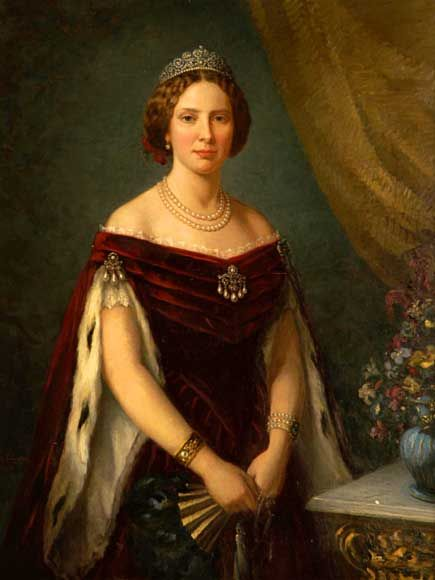
Kronprins Karl gifte sig den 19 juni 1850 med Lovisa av Nederländerna som då blev kronprinsessa.

Karl blev liksom sina syskon uppfostrade under överinseende av Christina Ulrika Taube. Han utbildades av bland andra, professorerna Christopher Jacob Boström och Fredrik Ferdinand Carlson och tog en privat studentexamen i december 1843. 1845 var han inskriven vid Uppsala universitet och under våren 1844 studerade han i Christiania (Oslo). Agrén vid Konstakademien, genremålaren Lundqvist, var prinsens bildlärare, och kapten Johan Christian Berger undervisade honom i akvarellmålning. Kronprinsen visade sig ha känsla för konst och litteratur med särskilt intresse för fosterländska verk som till exempel Pehr Henrik Lings "Asarne", ett episkt diktverk som utkom i tre etapper.
Midsommaraftonen 1841 erhöll han sin första officersfullmakt av farfadern, kung Karl XIV Johan. Efter faderns trontillträde 1844 valdes han, enligt tradition från 1700-talet, i april samma år till kansler vid universiteten i Lund och Uppsala och 1853 även till kansler för Akademien för de fria konsterna. Först på hösten 1844 började han sina studier i Uppsala. Den 11 februari 1846 blev han förste hedersledamot av Kungliga Vetenskapsakademien. Inom svenska armén hade han underordnade befälstitlar vid Svea livgarde, Svea artilleriregemente och Kronprinsens husarregemente, men blev så småningom överste vid båda förbanden. Den 21 april 1847 utnämndes han till generalmajor och chef för Livgardesbrigaden. År 1849 blev han generalfälttygmästare, den 19 april 1853 utnämndes han till generallöjtnant. Liknande befordringar kom honom samtidigt till del även inom norska armén.
Under en utländsk resa 1849 besökte han även hovet i Haag och den 19 juni 1850 gifte han sig med prinsessan Lovisa av Nederländerna. Bröllopet firades i Stockholm.
Karl utnämndes 7 februari 1856 till vicekung av Norge. Under sina besök i Norge vistades han mycket i naturen där han ritade skisser som han senare utformade till tavlor. Han intresserade sig för politik och skrev en prosasaga, Fosterbröderne, som trycktes 1848. Den och en annan bok, Heidi, Gylfes dotter (1855) utgavs bara för vänner. 1852 tävlade han utan framgång hos Svenska akademien om dess pris i skaldekonsten.
Under sent 1850-tal gjorde de goda relationerna mellan de skandinaviska länderna att kronprins Karl och Danmarks kung, Fredrik VII, som känt varandra sedan 1846, efter ett besök í Köpenhamn blev nära vänner. Detta påverkade också den skandinaviska politiken positivt. Kung Oscar inledde senare en skandinavisk pakt med syfte att förstärka samarbetet mellan länderna samt att inta gemensam ståndpunkt i olika frågor.

Oscar I hade länge besvärats av frånvaroattacker och sommaren 1857 stod det klart att han hade en obotlig hjärntumör.  Eftersom det i ett halvt år hade varit tveksamt om lagrådet med 10 svenska och 10 norska statsråd kunde nå sina mål, bestämde riksdag och storting efter proposition av Oscar I i september 1857, att kronprinsen fick föra riksstyrelsen över Sverige och Norge i syfte att förebygga en årslång interimsregering. Förslaget var diskutabelt enligt konstitutionsordförande Louis De Geer, som ansåg att det möjligen kunde strida mot regeringsformens ordalydelse. Alla stånden såväl som norska stortinget godkände dock propositionen. Den 8 juli 1859 avled kung Oscar och kronprins Karl blev kung Karl XV.

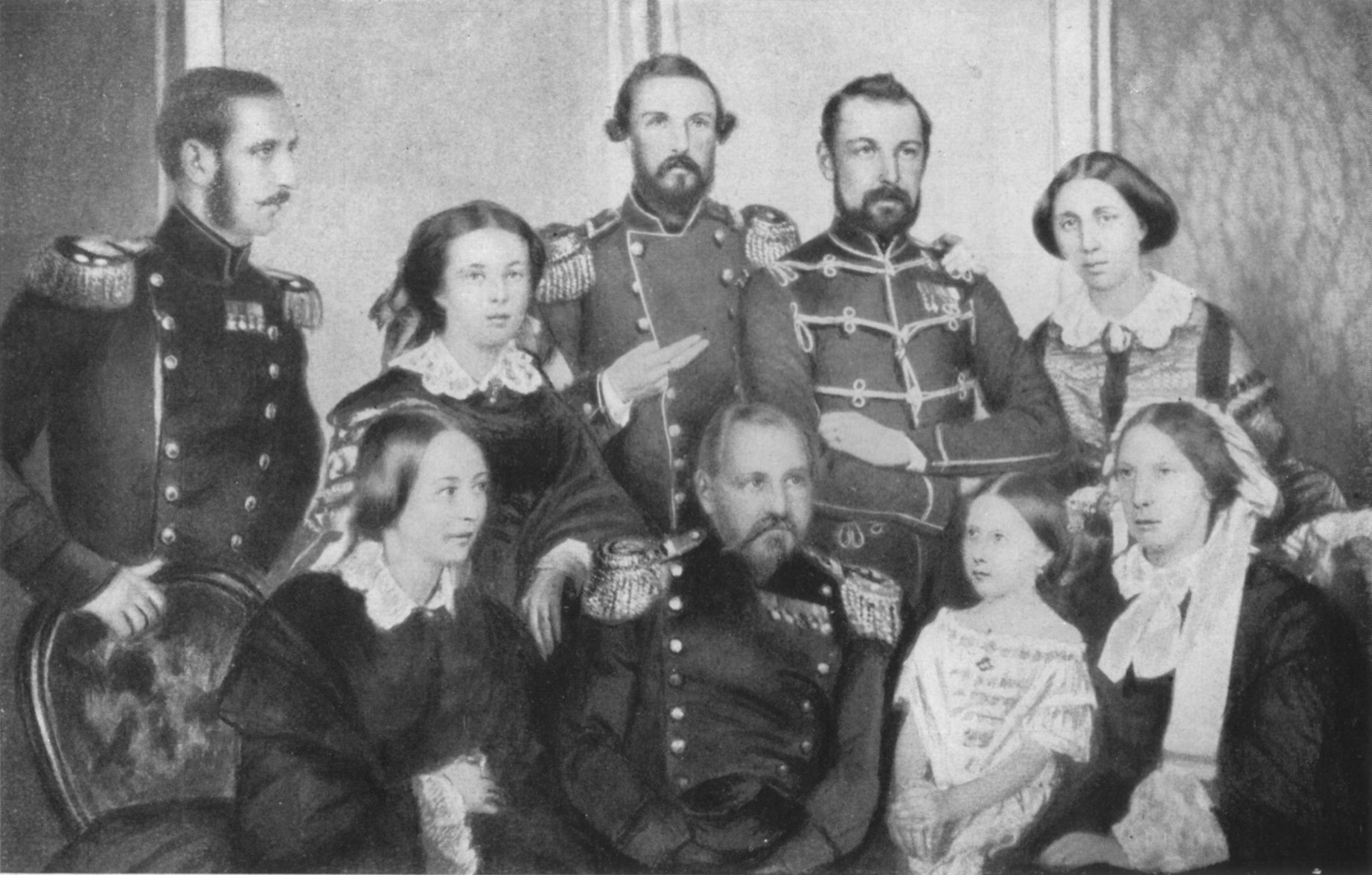
Kungahuset 1857 i daguerrotypi från 1857; stående: prins August, prinsessan Sofia, prins Oscar, kronprins Carl, prinsessan Eugénie; sittande: drottning Josefina, kung Oskar I, prinsessan Louise 6 år, kronprinsessan Lovisa; änkedrottning Desideria saknas på bilden.

### Karl XV som kung

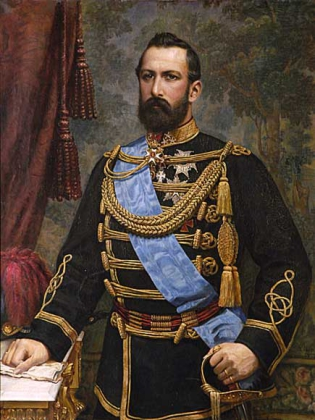
Karl XV som kung av Sverige och Norge, under namnet Förenade Konungarikena Sverige och Norge med både Stockholm och Kristiania som huvudstäder.

Karl XV regerade Sverige och Norge från 25 september 1857 till sin död 18 september 1872. Han kröntes i Sverige 3 maj och i Norge 5 augusti 1860. 
Karl XV:s tronbestigning motsågs av det liberala partiet med ett misstroende lika starkt som de förhoppningar som hans far en gång hälsats med i början av sin bana. Karl var känd för att söka sitt umgänge bland det konservativa så kallade junkerpartiet, och liberalerna tyckte sig se sina värsta farhågor besannade då han inkallade sin förre guvernör greve Henning Hamilton, som betraktades som huvudman för detta parti, i statsrådet.
Henning Hamiltons statsrådsbana blev inte långvarig. Ledningen inom konseljen övergick nämligen snart till justitiestatsministern Louis De Geer, och Hamilton avgick redan år 1860 ur ministären. De drivande krafterna i statsrådet vid sidan av  De Geer var utrikesministern Ludvig Manderström och finansministern Johan August Gripenstedt. Genom främst dessa tre statsråd fick ministären en frisinnad och reformvänlig läggning, som blev än mer utpräglad då den förstärktes med Fredrik Ferdinand Carlson som ecklesiastikminister.
De dåliga relationerna mellan Sverige och Norge kom att påverka hela hans regeringstid. Han lyckades inte med den skandinaviska politiken så som han hade hoppats. Vid ett möte med Fredrik VII på Skodsborg i juli 1863 lovade Karl XV den danske konseljpresidenten Carl Christian Hall ett alliansskydd för Schleswig efter det slesvig-holsteinska kriget 1848–1851. Innan man skulle påbörja formella förhandlingar med hjälp av den svenske envoyén i Köpenhamn, Henning Hamilton, som mellanhand, underställdes alliansfrågan Karls ansvariga rådgivare (vid en konferens på Ulriksdals slott 8 september 1863) som ställde sig negativa till förslaget. Karl XV fick där istället acceptera ett återtåg, eftersom det av inrikespolitiska skäl visat sig omöjligt att ersätta den De-Geer-Gripenstedtska ministären med en för kungens skandinaviska krigspolitik mer positiv rådkammare. Hans missnöje över denna försiktighetspolitik gav han uttryck i dikten Till Sverige (1864). Redan 1860 hade Karl skrivit en broschyr om svenska beväringsorganisationen. 1865 skrev han Några tankar angående svenska arméns organisation, framlagde för fosterlandsvänner. Här utgår han från Danmark då han skriver "Denna stat har inte blivit understödd av dem, vilkas bistånd den haft skäl att vänta". Detta med det föregående årets dansk-tyska krig i åtanke.
I samma broschyr påpekar han emellertid också felaktigheter i den danska härordningen. Karl XV ansåg att Sverige för sin del inte skulle ha en stor och dåligt övad krigsorganisation utan en liten, men väl övad, och föreslog därtill att den skulle förstärkas med en fjärdedel så många soldater. Detta skulle ske genom lottning. Kung Karl fick inget gehör för sin plan och tog inte heller till sig av andras idéer. Kungen följde intresserat krigen i Europa 1866 och 1870 (Tyska enhetskriget och fransk-tyska kriget). Efter det förra utgav han under titel Ett ord i sinom tid general Changarniers anmärkningar om den franska arméns fel och drog paralleller till den svenska armén i vilken han tyckte sig finna liknande problem.
Karl XV försökte alltså skapa en internationell och utåt kraftfull nordisk maktställning utan att lyckas. Däremot stärktes och ändrades radikalt de svenska interna politiska förhållandena genom representationsreformen 1866. 1860 föreslog de så kallade "folkvalda stånden" hos kungen att han skulle ta sig an reformen, och i januari 1863 framlade De Geer-Gripenstedts regering ett representationsförslag, som bröt med ståndsriksdagens utformning. Förslaget diskuterades i nästan tre år innan riksdagen i december 1865 beslutade om representationsreformens genomförande.
1862 hade nya kommunallagar utformats, vilka tillsammans med den föreslagna lagen om kyrkomöten gav både grund och skäl för den nya riksdagsordningen, till vilken även hörde årliga riksdagar. Under Karl XV:s regeringstid infördes även kommunal rösträtt för kvinnor och friheten ökades på religionens, juridikens och politikens fält. Även lagarna ändrades med bland annat ny strafflag och sjölag. Karl XV är också den kung som har invigt flest järnvägar i Sverige, eftersom landet under hans regeringstid gjorde stora satsningar på infrastruktur och industrialisering. Karl XV grundade 1863 Konungens jaktklubb.
På uppdrag av Karl XV slöt Dirk de Graeff van Polsbroek den 11 november 1868 ett "Vänskaps-, handels- och sjöfartstraktat" mellan Sverige-Norge och Japan (se Fördraget i Yokohama). Fördraget öppnade Hakodate, Yokohama, Nagasaki, Kobe och Osaka för handel för svenska och norska handelsmän (artikel 3). Fördraget gav också Sverige-Norge möjlighet att skicka konsuler till de nyöppnade hamnarna, där de fick rätt att utöva domsrätt över svenskar och norrmän (konsularjurisdiktion).

### Karl XV som person

Porträtt av Karl XV från 1870 av Arvid Gottfrid Virgin (1831–1876). Nationalmuseum, Statens porträttsamling på Gripsholms slott.

Karl XV visade redan i unga år en viss brist på tålamod med hovlivet och dess regelverk, något som fortsatte att prägla honom. Han ansågs dessutom skrytsam, slösaktig och var en stor kvinnotjusare.
En studie i Karl XV:s temperament lämnas av hovmannen Fritz von Dardel, då kungen hade för ovana att ständigt försöka hjälpa till vid bränder i Stockholm: 
H M (Hans Majestät) är vid dessa tillfällen ej till sin fördel. Han blir het, ger order och kontraorder samt slutar ofta med att göra polistjänst genom att från brandstället bortköra onyttiga åskådare. Det händer honom icke sällan härvid att han ryter åt sina undersåtar, ja till och med utdelar knuffar. Jag är verkligen förvånad öfver att H M icke någon gång träffar en fyllbult, som betalar honom igen med samma mynt. Jag tog mig på hemvägen friheten att säga H M huru litet detta uppträdande stämde öfverens med hans kungl. värdighet. Slutligen fick jag honom att medgiva att han haft orätt, men jag är öfvertygad om att nästa gång H M befinner sig vid en eldsvåda, börjar han om på samma sätt.

### Konstnärlig verksamhet

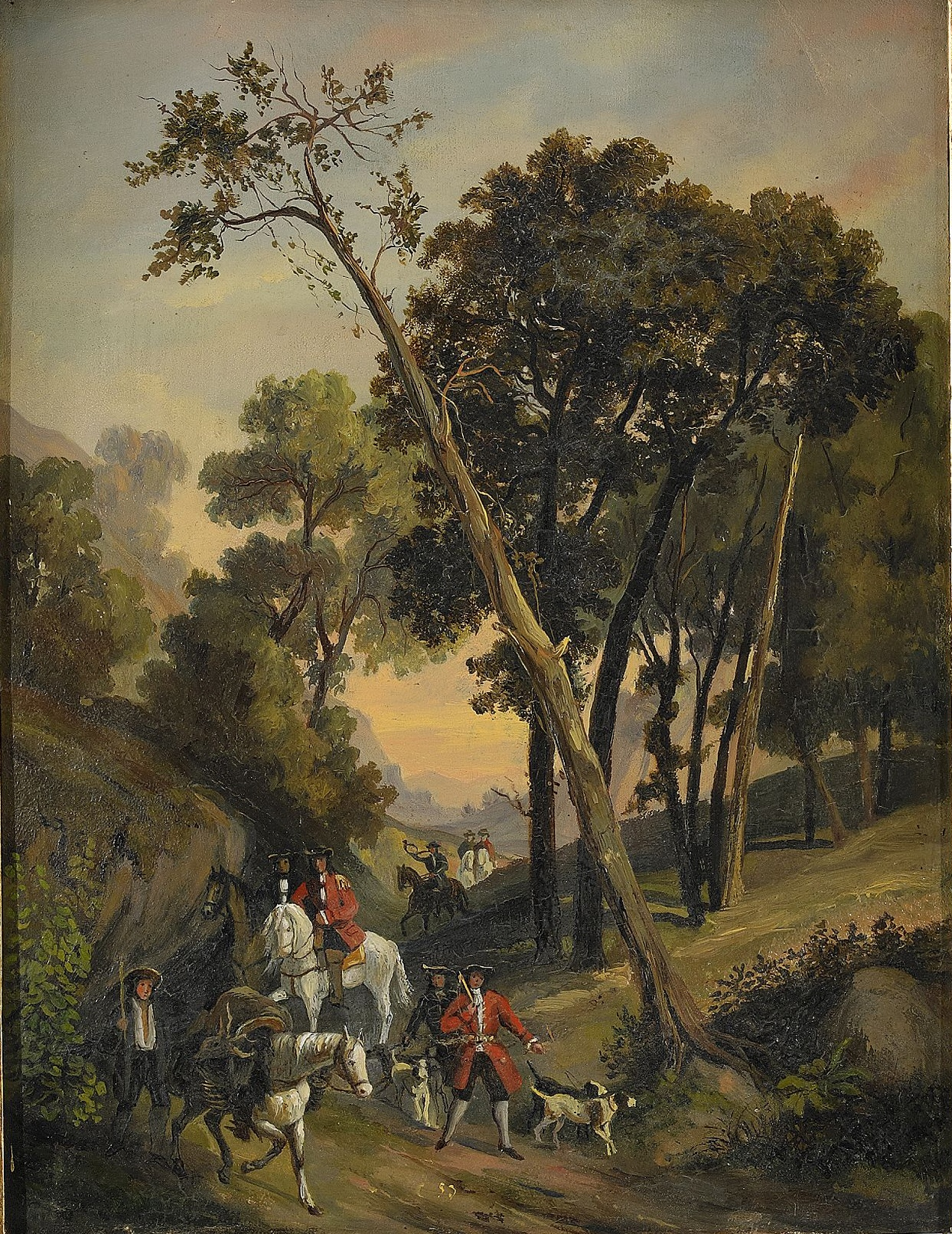
Jaktsällskap (1853), målad av Karl XV.

Karl XV:s dikter utgavs 1863 (En samling dikter af C.) och 1865 (Smärre dikter af C.) i upplagor för allmänheten och många har blivit översatta till franska, engelska, ungerska, italienska, nederländska, tyska, danska och norska. Flera av dem tonsattes. Av Karl XV:s militära skrifter har flera översatts till bland annat norska, franska och tyska. Karl XV uppmuntrade framför allt nationella riktningar i svensk och norsk konst och köpte själv mycket konst. Kungen handleddes själv i måleri av Johan Christoffer Boklund, Edward Bergh, Alfred Wahlberg med flera och utförde många landskap med svenska och norska motiv. Han deltog i Konstakademiens utställningar 1856–70.
Kungens målningar har visats på Nationalmuseum (Motiv från Värmdö, 1865, Landskap från Gudbrandsdalen, 1866), i riksdagshuset (Landskap från Hardanger, 1872), i Konstakademien (Utsikt af Uppsala), i Göteborgs museum (Norskt landskap, 1871), på Norrköpings konstmuseum (Landskap, 1850) på Ulriksdals slott och övriga kungliga slott samt i norska nationalgalleriet. Hans konstsamling omfattade ca 500 målningar, varibland mer än 400 av svenska konstnärer. Större delen av sina samlingar av konst och konstslöjd testamenterade han till svenska staten. Nationalmuseets skandinaviska konstavdelning och dess konstindustriella avdelningar utökades kraftigt med hjälp av denna donation.
Konstnären Georg von Rosen har skildrat hur han, när han 1871 kom tillbaka till Stockholm efter sin utlandsvistelse, hade svårt att hitta en ateljé för att fullborda målningen Erik XIV som han påbörjat året innan. Kung Karl fick höra detta och upplät då plats på slottet för att tavlan skulle kunna avslutas. För detta var von Rosen honom evigt tacksam, och han målade senare ett postumt porträtt av kungen, där han allegoriskt avbildas med utsträckt hand, som en konsternas beskyddare.

### Sjukdom och död
På sommaren 1869 hade kung Karl fått veta att han led av tuberkulos, i samband med ett stort nordiskt konstnärsmöte i Göteborg. Han kallade till sig en vän och frimurarbroder som var en läkare i staden och beordrade honom att på heder och samvete rent ut säga honom sin dom som läkare. Kungen fick då det oförbehållsamma svaret att han inte kunde ha många år kvar att leva. Efter den dagen märkte de som stod honom nära hur svårmodet mer och mer sänkte sig över den förr så glade kung Karl. "Hans Maj:t förlorar mer och mer sitt eleganta utseende", skrev hans vän Dardel på hösten samma år. "Blicken förefaller om aftnarna slocknad och dragen vissnade."
I början av 1871 insjuknade kungen allvarligt då hans vänstra lår svullnade kraftigt och en böld hittades. Läkarna talade om "en utbredd bindväfsinflammation (benhinna) med "ihållande feber". Drottning Lovisa blev också sjuk fast i dubbelsidig lunginflammation. Kungen var vid detta laget så sjuk att han tidvis måste bäras in till hennes sjuksäng. Karls syster Eugénie beskriver ett besök: 
| ” | Längre fram då det begynte dagas kom Kungen och snyftande kastade sig på sin gemåls säng! Hon ropade: Carl !!! och bad honom tänka på sin själ! och beträda det rättas väg att Han skulle slippa de mörka nätterna. | „ |

Hans tillstånd förvärrades efter drottning Lovisas död, den 30 mars 1871. Hans hälsotillstånd tillät inte honom att närvara vid hennes begravning. Senare i maj flyttade han ut till Ulriksdal. Han började då lida av en plågsam mag- och tarmkatarr. Karl deltog trots det på fälttjänstövningarna i Skåne i september mot sina läkares inrådan. Kungen reste till Norge några månader senare och deltog som vanligt i sällskapslivet och dess nöjen vid sidan av jaktutflykter och gav audiencer.
Runt nyåret 1872 umgicks Karl med en polsk högaristokratisk dam vid namn Marya Krasinska och det pratades om ett äktenskap men det föll bort. Kungen visar under denna tid  fortfarande att hans krafter håller på rinna ut och han låg till sängs ofta, ibland veckor i sträck.
Även under sin sista svåra sjukdom, då han var blott en skugga av sig själv, gjorde han allt för att hålla humöret uppe hos både sig själv och sin omgivning. "För graven rädes jag icke", skrev han en gång redan som ung i en dagbok. Däremot grämde det honom att han inte fått möta krigarens död på slagfältet.
På sommaren 1872 tillrådde kungens läkare en badresa till de varma baden i Aachen. Endast motvilligt fogade han sig efter deras råd och lämnade Ulriksdal. Avskedet på Stockholms centralstation "gav ett intryck av begravning", skrev Dardel – "så dystra voro anletena och högtidlig tystnaden". Men den ansträngande badresan gjorde ingen nytta. Kungens hälsotillstånd blev endast sämre, och plågorna tilltog. Det blev snart uppenbart att tillståndet var hopplöst, och Karl längtade bara hem till Ulriksdal för att få dö där.  En septemberdag lämnade han Aachen. Fregatten Vanadis förde honom sedan över från Kiel till Malmö. Då fregatten blev synlig därifrån, gick ångaren Malmö ut för att föra kungen in i hamnen. De uppvaktande herrarna på Malmö fann kungen ytterst avtärd, med askgrå ansiktsfärg och slocknad blick, flämtande andedräkt och huvudet hängande ned mot bröstet. Han måste bäras över från fregatten i en vilstol. När ångaren lade till vid kajen ville man återigen bära kungen. Men det tillät han inte utan gick själv över landgången, stödd av två herrar av sviten, och åkte i täckt vagn till landshövdingens residens. En stor folkmassa hade samlat sig på kajen för att hälsa honom med hurrarop, men då man såg hans tärda och lidande utseende dog de tilltänkta glädjeyttringarna bort. Det gjorde ett starkt intryck på den döende kungen. När han kom upp i residenset, yttrade han: "I dag har jag sett, att jag är avhållen[omtyckt]. Jag tror, att de skola sakna mig, då jag går bort."
Krafterna sjönk nu snabbt. Han tillkallade sin förtrognaste vän, löjtnant Gyllenram, och när han sträckte ut handen mot honom sade han: "Nu, Henrik, skall jag dö." På Gyllenrams fråga om han kände sig nöjd med detta svarade Karl: "Ja, jag är mycket nöjd." Med lugn följde han dödens annalkande. Han "anmärkte själv, när fingrarna började vitna, och underrättade sig emellanåt om pulsens hastighet", skriver landshövding Samuel von Troil. "Han slutade utan ringaste dödsarbete och så tyst, att jag, som lyssnande satt tätt bakom hans huvudgärd, icke kunde märka det ögonblick, då livet flyktade."
Dardel, som också var med bland kungens svit, skildrar det sista avskedet på följande vis: "När kung Karl fattade min hand, yttrade han endast två ord: ’Adieu, Fritz’, men dessa ord beledsagades av en blick så kärleksfull, att jag ej förmådde återhålla mina snyftningar. Handen var ännu så varm och fingrarnas grepp så kraftigt, att jag hade svårt att tro slutet vara så nära."
Kungen avled på residenset i Malmö av tarmtuberkulos 18 september 1872 vid cirka 9 på kvällen.
Då Karl XV dog saknade han en son i livet, varför han efterträddes som svensk kung av sin bror Oscar, sedermera Oscar II. De båda bröderna var inte särskilt goda vänner, och när Karl XV på sommaren reste till Aachen för sin  brunnskur bröt ett "telegramkrig" ut. Karl ville hemlighålla sin dödliga sjukdom för brodern och andra. In i det sista pågick telegramväxlingen, och först på Karl XV:s dödsdag fick prins Oscar besked om broderns hälsotillstånd, just när han skulle kliva på ett extratåg till sjuklägret i Malmö. Resan inställdes och Sverige hade fått en ny kung.
Karl XV hade 1872 planer på att gifta om sig med en medlem av den polska adeln, Graciosa Krasinska, för att ersätta Oscar som tronarvinge med en egen son. Dessa planer omintetgjordes dock av hans död. Eftersom Karl XV saknade manliga bröstarvingar försökte han flera gånger förmå riksdagen att ändra lagen så att kvinnor kunde ta över tronen, men något gehör för den saken fick han inte.

## Barn
Med drottning Lovisa:
- Prinsessan Lovisa, född 31 oktober 1851, död 20 mars 1926, dansk drottning 1906–1912, gift 1869 med blivande kung Fredrik VIII av Danmark (1843–1912)
- Prins Carl Oscar, hertig av Södermanland, född 14 december 1852, död 13 mars 1854

Utom äktenskapet
Karl var känd som mycket intresserad av det motsatta könet och har varit föremål för omfattade rykten om att han varit far till ett stort antal barn med andra kvinnor än drottning Lovisa. Få anses vara bekräftade.
Med Johanna Matilda Styrell Stjernblad (Hanna på Wäntorp):
- Ellen Maria Svensson, gift Hammar[24], född 28 oktober 1865, död 1931.[25][26][27]

## Minnesmärken
Den 1 juli 1859 avtäcktes ett monument på residensgården i Luleå, som minne över kronprins Karls besök föregående år. Monumentet var cirka 4,5 meter högt samt hugget i grön marmor. På fotstycket är Norrbottens landskapsvapen avbildat, och på spiran finns inskriptionen: "Till minne af H. K. H. kronprinsen-regenten Carls besök 1858. Norrbottens tacksamma folk reste stenen".
En staty av Karl XV av Charles Friberg avtäcktes i maj 1909 på Lejonslätten på Djurgården i Stockholm.

## Galleri

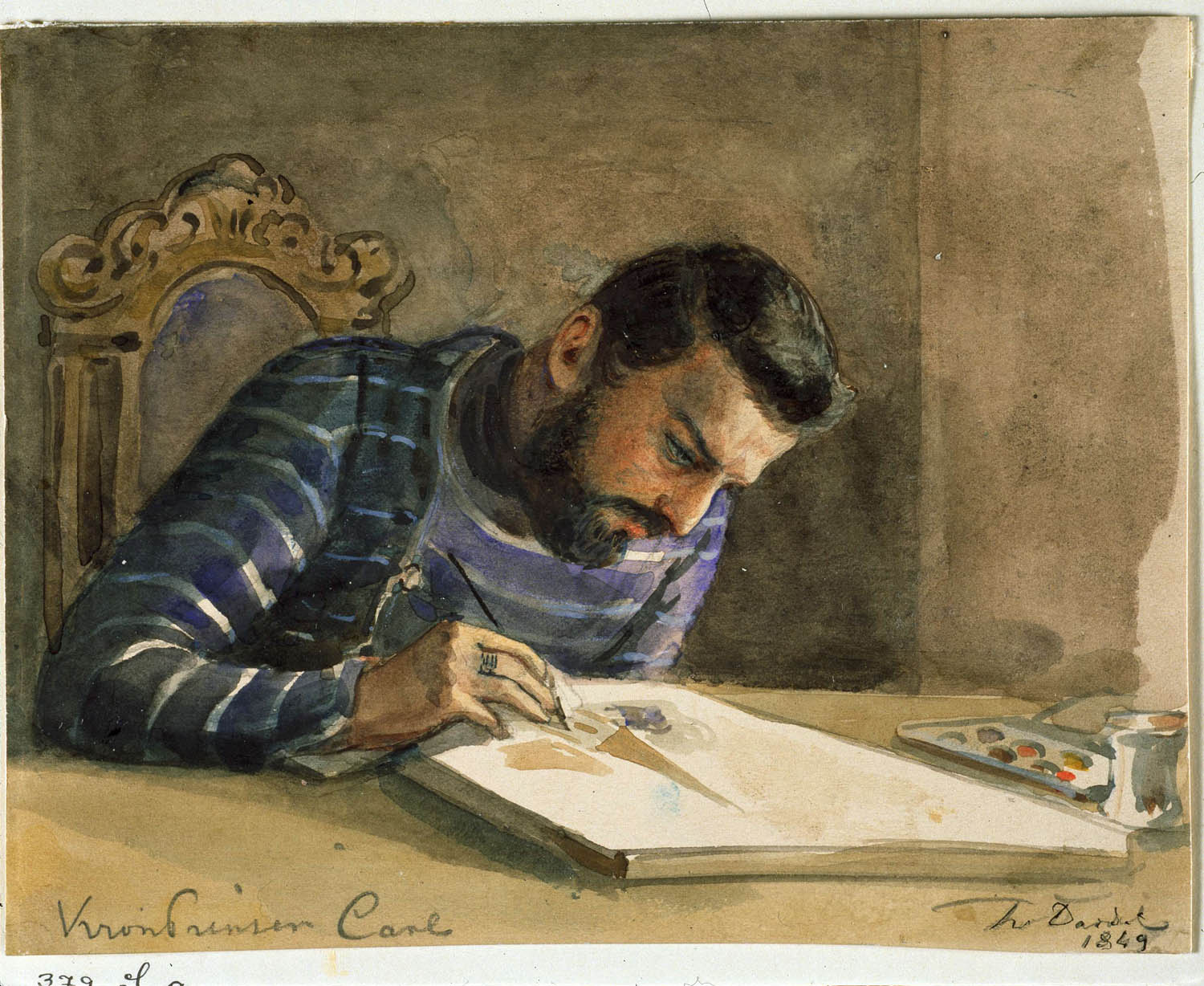
Karl XV som kronprins, akvarell av Fritz von Dardel 1849.
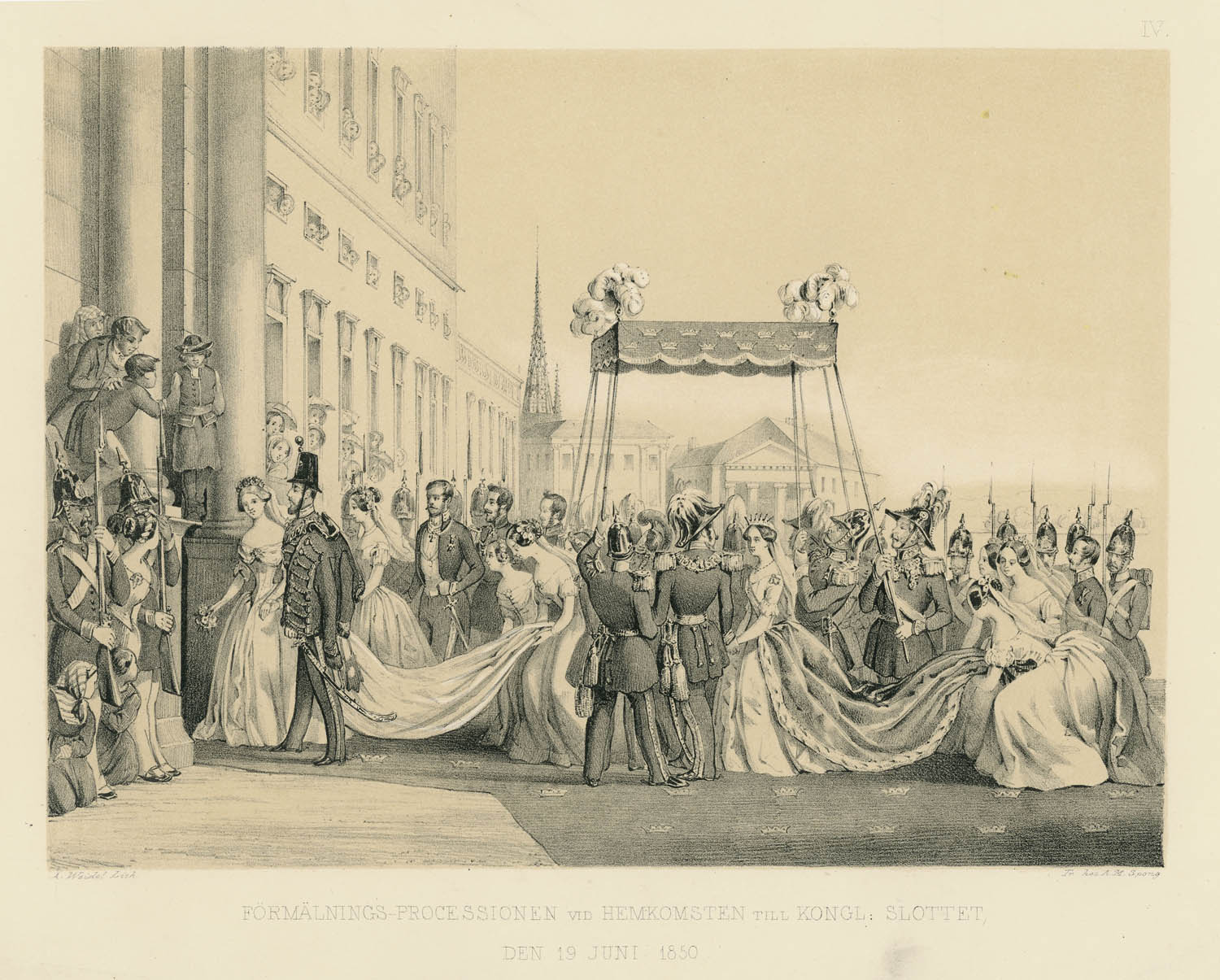
Karl XV:s giftermål med Lovisa av Nassau-Oranien 1850, litografi av A. Weidel.
Karl XV iklädd frimurardräkt, målning av Johan Fredrik Höckert 1861.
Karl XV till häst, målning av Karl Fredrik Kiörboe 1860.
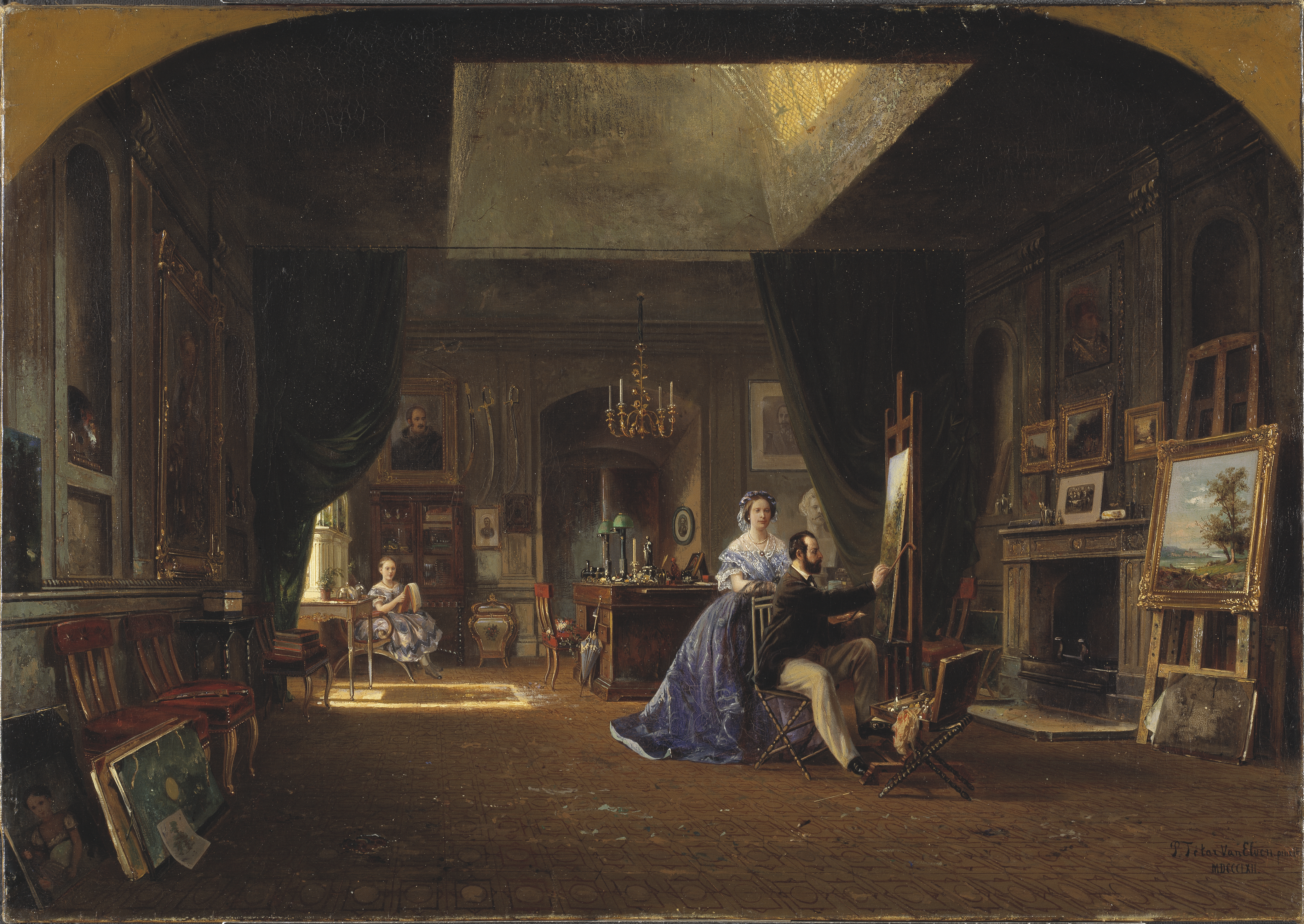
Karl XV i sin målaratelje tillsammans med drottning Lovisa, målning av  Pierre Tetar van Elven 1862.
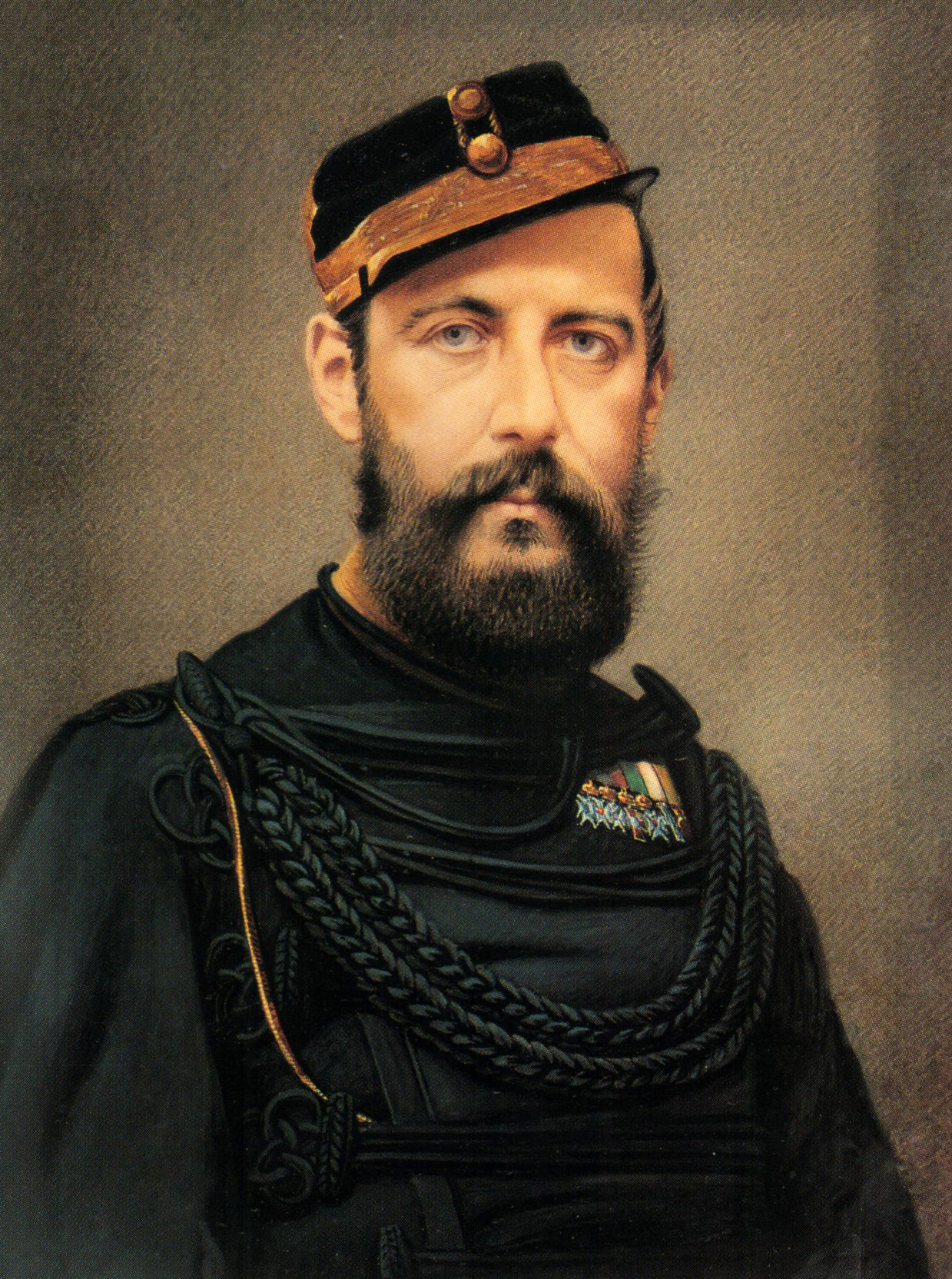
Karl XV i mitten av 1860-talet. Han var grundare av Konungens jaktklubb eller Kungliga jaktklubben, som grundades 1863 på Ulriksdals slott.
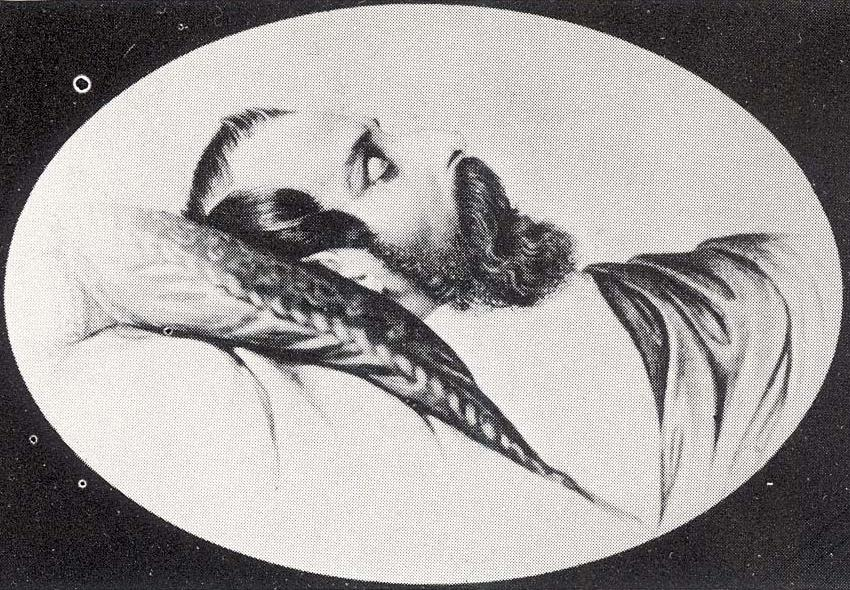
Kung Karls stoft på dödsbädden.
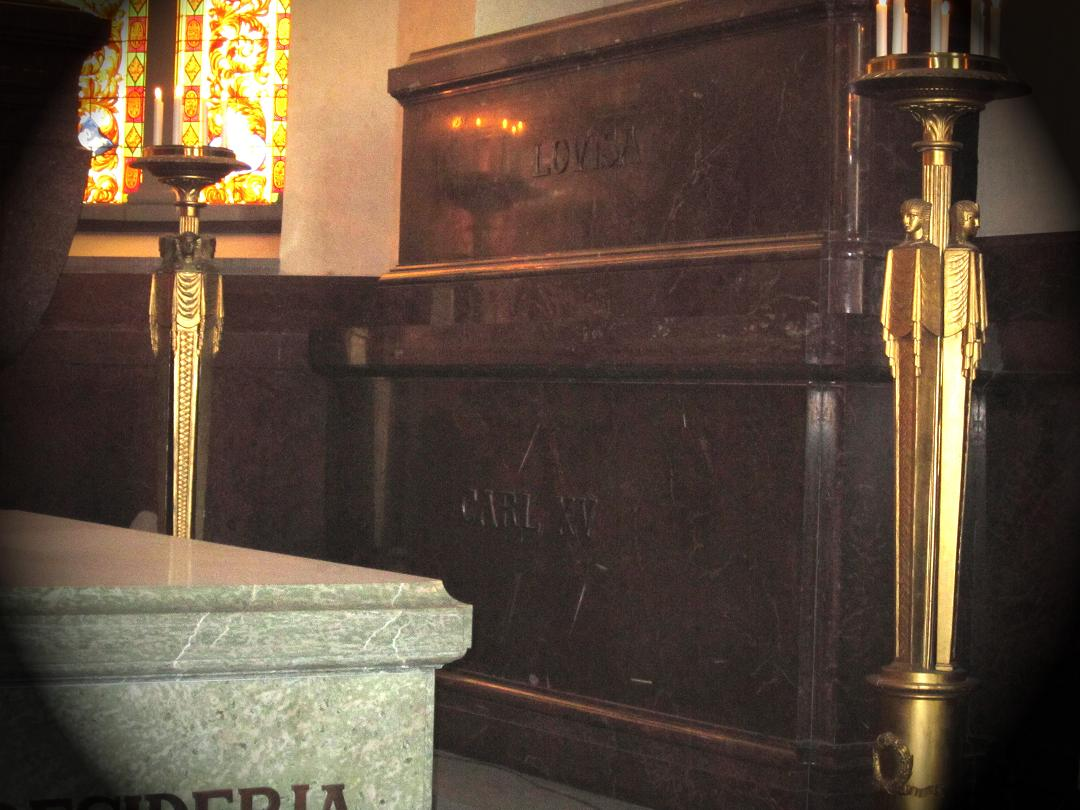
Karls och Lovisas grav i Riddarholmskyrkan.
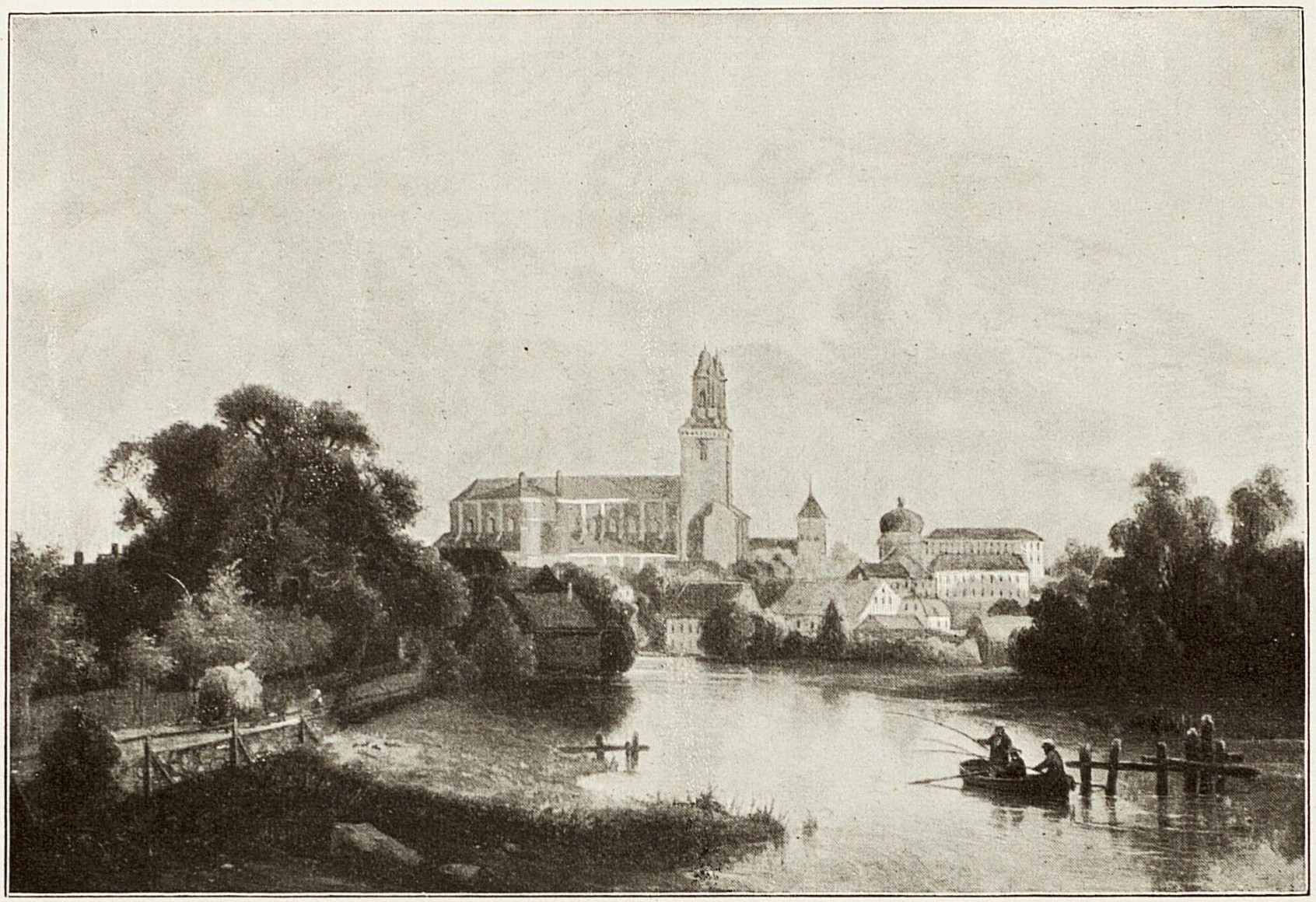
Uppsala från norr, målad av Karl XV.
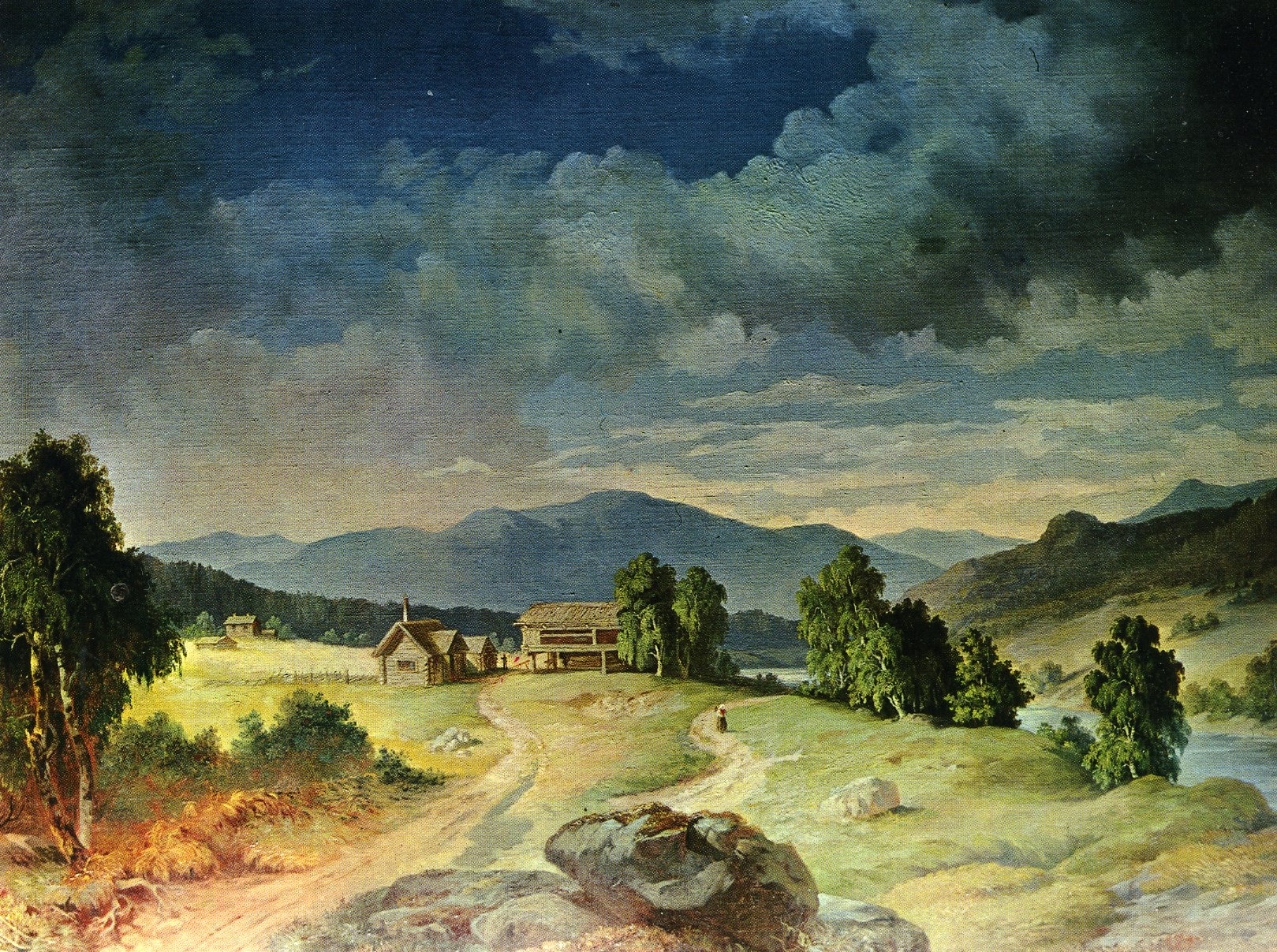
Utsigt af byn Sälen, målad av Karl XV.
Utsikt vid Kvikkjokk (1859).
Landskap från Tröndelagen (1861).
Utsikt från Värmdö (1865).
Vinterlandskap från Drottning Kristinas väg på Djurgården (1866).
Utsikt över Ulriksdal (1868).
Vid skogsbäcken (1872).
Norskt landskap i morgonbelysning (okänt datum).
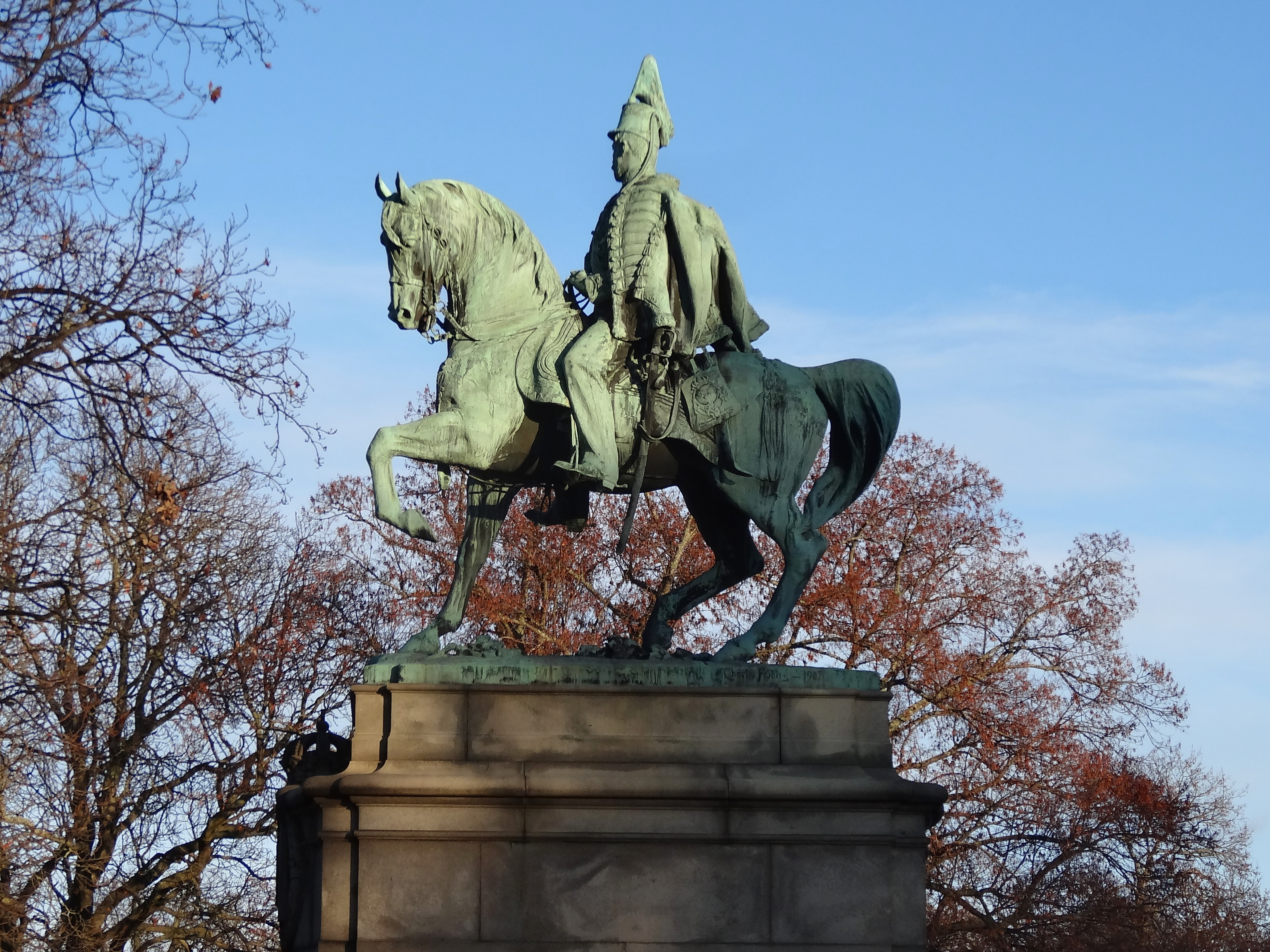
Karl XV:s staty som Sveriges kung. Ryttarstatyn står på Lejonslätten framför Biologiska museet på Kungliga Djurgården i Stockholm. Statyn skapades av bildhuggaren Charles Friberg och avtäcktes den 3 maj 1909.
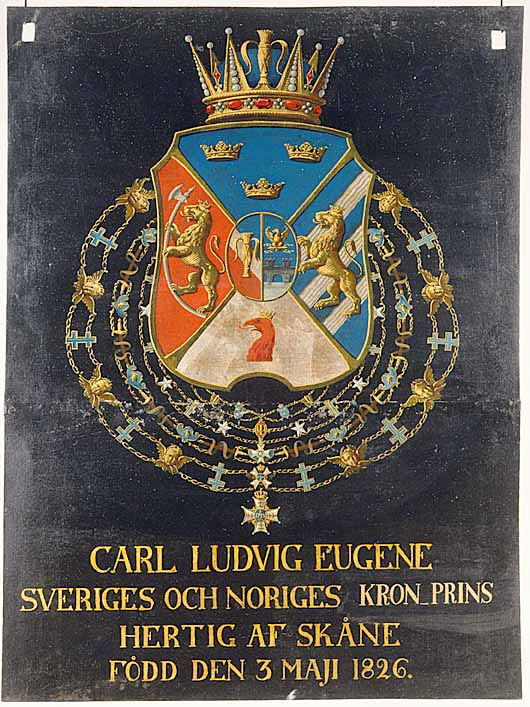
Karl XV:s serafimersköld.
Kröningssabel använd av Oscar I och Karl XV, Livrustkammaren.

## Ordnar och utmärkelser

### Svenska ordnar
- Riddare och kommendör av Kungl. Maj:ts orden (riddare av Kungliga Serafimerorden) från födseln. Ordens herre och mästare 1859–1872[29]
- Kommendör med stora korset av Kungliga Svärdsorden från födseln. Ordens herre och mästare 1859–1872
- Kommendör med stora korset av Kungliga Nordstjärneorden från födseln. Ordens herre och mästare 1859–1872
- Kommendör med stora korset av Kungliga Vasaorden från tronbestigningen.[a][b] Ordens herre och mästare 1859–1872
- Riddare av Kungliga Carl XIII:s orden från födseln. Ordens herre och mästare 1859–1872

### Norska Ordnar
- Storkorset med kedja av Norska Sankt Olavs orden. Ordens herre och mästare 1859–1872

### Utländska ordnar och utmärkelser
- Storkors av Anhaltska Albrekt Björnens husorden
- Storkors med kedja av Bayerska Sankt Hubertusorden
- Storkors av Belgiska Leopoldsorden, 1846.
- Riddare med kedja av Danska Elefantorden, 1846.
- Storkommendör av Danska Dannebrogorden, 1860.
- Dannebrogsmännens hederstecken
- Storkors av Franska Hederslegionen
- Storkors av Grekiska Frälsareorden
- Storkors av Hannoverska Guelfer-Orden
- Riddare av Italienska Annunziataorden
- Riddare av Nassauska Gyllene lejonets orden
- Storkors av Nederländska Lejonorden
- Storkors av Nederländska Ekkronans orden
- Storkors av Portugisiska Kristusorden
- Storkors av Portugisiska Avizorden
- Storkors av Portugisiska Jakobs Svärdsorden
- Riddare av Preussiska Svarta örns orden
- Storkors av Preussiska Röda örns orden
- Riddare av Ryska Sankt Andreas orden
- Riddare av Ryska Sankt Alexander Nevskij-orden
- Riddare av Ryska Vita örnens orden
- Riddare av första klassen av Sankt Annas orden
- Storkors av Sachsen-Ernestinska husorden
- Riddare av Spanska Gyllene skinnets orden, 1855.
- Storkors av Österrikiska Sankt Stefansorden

### Utländska militära grader
Överste à la suite i Den Kongelige Livgarde, 1860

### Övriga
Karl brukade rita kartor som han donerade till institutioner eller gav bort till goda vänner. För detta gjordes han hedersledamot av Royal Geographic Society i London. 

## Anfäder
|              |  |  |  |  |  |  |  |                                      |  |  |  |  |  |  |  |                                                    |  |  |  |  |  |  |  | Advokat Henri Bernadotte    |
|              |  |  |  |  |  |  |  |                                      |  |  |  |  |  |  |  |                                                    |  |  |  |  |  |  |  |                             |
|              |  |  |  |  |  |  |  |                                      |  |  |  |  |  |  |  | Kung Karl XIV Johan                                |  |  |  |  |  |  |  |                             |
|              |  |  |  |  |  |  |  |                                      |  |  |  |  |  |  |  |                                                    |  |  |  |  |  |  |  |                             |
|              |  |  |  |  |  |  |  |                                      |  |  |  |  |  |  |  |                                                    |  |  |  |  |  |  |  | Jeanne de Saint Vincent     |
|              |  |  |  |  |  |  |  |                                      |  |  |  |  |  |  |  |                                                    |  |  |  |  |  |  |  |                             |
|              |  |  |  |  |  |  |  | Kung Oscar I                         |  |  |  |  |  |  |  |                                                    |  |  |  |  |  |  |  |                             |
|              |  |  |  |  |  |  |  |                                      |  |  |  |  |  |  |  |                                                    |  |  |  |  |  |  |  |                             |
|              |  |  |  |  |  |  |  |                                      |  |  |  |  |  |  |  |                                                    |  |  |  |  |  |  |  | Rådman François Clary       |
|              |  |  |  |  |  |  |  |                                      |  |  |  |  |  |  |  |                                                    |  |  |  |  |  |  |  |                             |
|              |  |  |  |  |  |  |  |                                      |  |  |  |  |  |  |  | Drottning Desideria av Sverige och Norge           |  |  |  |  |  |  |  |                             |
|              |  |  |  |  |  |  |  |                                      |  |  |  |  |  |  |  |                                                    |  |  |  |  |  |  |  |                             |
|              |  |  |  |  |  |  |  |                                      |  |  |  |  |  |  |  |                                                    |  |  |  |  |  |  |  | Rose Françoise Somis        |
|              |  |  |  |  |  |  |  |                                      |  |  |  |  |  |  |  |                                                    |  |  |  |  |  |  |  |                             |
| Kung Karl XV |  |  |  |  |  |  |  |                                      |  |  |  |  |  |  |  |                                                    |  |  |  |  |  |  |  |                             |
|              |  |  |  |  |  |  |  |                                      |  |  |  |  |  |  |  |                                                    |  |  |  |  |  |  |  | Alexandre de Beauharnais    |
|              |  |  |  |  |  |  |  |                                      |  |  |  |  |  |  |  |                                                    |  |  |  |  |  |  |  |                             |
|              |  |  |  |  |  |  |  |                                      |  |  |  |  |  |  |  | Hertig Eugène av Leuchtenberg, vicekung av Italien |  |  |  |  |  |  |  |                             |
|              |  |  |  |  |  |  |  |                                      |  |  |  |  |  |  |  |                                                    |  |  |  |  |  |  |  |                             |
|              |  |  |  |  |  |  |  |                                      |  |  |  |  |  |  |  |                                                    |  |  |  |  |  |  |  | Joséphine de Beauharnais    |
|              |  |  |  |  |  |  |  |                                      |  |  |  |  |  |  |  |                                                    |  |  |  |  |  |  |  |                             |
|              |  |  |  |  |  |  |  | Prinsessan Joséphine av Leuchtenberg |  |  |  |  |  |  |  |                                                    |  |  |  |  |  |  |  |                             |
|              |  |  |  |  |  |  |  |                                      |  |  |  |  |  |  |  |                                                    |  |  |  |  |  |  |  |                             |
|              |  |  |  |  |  |  |  |                                      |  |  |  |  |  |  |  |                                                    |  |  |  |  |  |  |  | Kung Maximilian I av Bayern |
|              |  |  |  |  |  |  |  |                                      |  |  |  |  |  |  |  |                                                    |  |  |  |  |  |  |  |                             |
|              |  |  |  |  |  |  |  |                                      |  |  |  |  |  |  |  | Prinsessan Augusta Amalia av Bayern                |  |  |  |  |  |  |  |                             |
|              |  |  |  |  |  |  |  |                                      |  |  |  |  |  |  |  |                                                    |  |  |  |  |  |  |  |                             |
|              |  |  |  |  |  |  |  |                                      |  |  |  |  |  |  |  |                                                    |  |  |  |  |  |  |  | Augusta av Hessen-Darmstadt |
|              |  |  |  |  |  |  |  |                                      |  |  |  |  |  |  |  |                                                    |  |  |  |  |  |  |  |                             |